# Prélèvement forfaitaire unique
Le prélèvement forfaitaire unique (PFU) est un impôt proportionnel français créé en 2018 et s’appliquant sur les biens mobiliers du patrimoine des personnes physiques.

## Description
Le prélèvement forfaitaire unique est un impôt qui s’applique, en complément de l'impôt progressif sur le revenu, aux revenus du capital. Mais ce prélèvement ne s'applique pas à tous les revenus du capital ; il ne concerne en effet que les revenus des biens mobiliers, comme les actions, les plans d'épargne logement, etc. Il s’applique à hauteur de 30 % du montant des revenus taxés.

## Historique
Initialement, les revenus étaient soumis à deux taxations : les prélèvements sociaux, à hauteur de 15,5 %, et le barème progressif de l’impôt sur le revenu, entre 0 % et 45 %. La taxation variait donc de 15,5 % à 60,5 %. Plus les revenus étaient importants, plus la taxation augmentait.
Lors de la campagne des élections présidentielles de 2017, deux candidats proposent l'instauration d’un impôt à taux unique : François Fillon et Emmanuel Macron. Ce dernier décide de le mettre en place dès 2018, sous le nom de « prélèvement forfaitaire unique » (PFU) ou flat tax.
Avec le PFU, le taux devient unique. Ce prélèvement de 30 % regroupe impôt sur le revenu (à 12,8 % ; soit un taux inférieur au 14 % de la première tranche d'impôt sur le revenu) et prélèvements sociaux (CSG, CRDS, … à hauteur de 17,2 %) et s’applique à tous les revenus du patrimoine mobilier (intérêts, dividendes, plus-values de cession mobilières).
Le PFU permet parfois des économies substantielles d'impôts, notamment pour les contribuables les plus riches ayant un taux marginal d’imposition supérieur à 30 % ; et lorsque ce n’est pas le cas, les contribuables peuvent choisir de garder le barème progressif de l’impôt sur le revenu (plus les prélèvements sociaux) en lieu et place du PFU.

## Critiques
Cette disposition fiscale, dont l'objectif est que l’argent ainsi défiscalisé aille vers l'économie réelle, est fortement dénoncée par l’opposition au président Macron. Ses opposants la considèrent comme « un pari osé de deux milliards » d’euros avec un objectif « totalement incertain », voire comme un « chèque en blanc » ou « un super cadeau aux riches »,,.